# 弦楽五重奏曲第1番 (モーツァルト)
弦楽五重奏曲第1番 変ロ長調 K. 174 は、ヴォルフガング・アマデウス・モーツァルトが作曲した最初の弦楽五重奏曲。

## 概要
本作は1773年12月に、当時17歳のモーツァルトがウィーンに定住する前に故郷のザルツブルクで作曲された。ピアノの神童ともてはやされたイタリアへの演奏旅行から帰り、ようやく本格的に作曲活動に取り組みはじめた頃である。弦楽四重奏曲や弦楽五重奏曲のように地味な分野の場合、特に作曲依頼があったとは考えにくいので、当時の友人ミヒャエル・ハイドンが同年に作曲した弦楽五重奏曲を参考に、作曲の勉強をかねて書いたものと推測される。モーツァルトは一旦完成したこの曲の第3、4楽章を後に書き直しているが、これはやはり元々の作曲意図が勉強を兼ねてのものだったからと推測される。本作は円熟期や晩年の曲のような深遠さはないが、イタリア的な明るさ、新鮮さ・若々しさ溢れる響きが魅力的な曲になっている。

### モーツァルトの弦楽五重奏曲
17歳で作曲した本作から、世を去る8ヶ月前の最晩年に作曲された第6番（K. 614）までの6曲の弦楽五重奏曲は、すべてがチェロではなくヴィオラが2本の編成である。これは、モーツァルトがチェロが増えることにより低音部が厚くなり、響きが重くなるのが好きではなかったこと、また、当時の音楽的趣味が協奏曲的表現を好んだこと（第1ヴァイオリンと第1ヴィオラが二重協奏曲のように音楽を進める第3番（K. 515）の第2楽章などに顕著）、さらにモーツァルト自身が、特に注文が無い限り新たな曲種を自ら開拓していくタイプの作曲家ではなかったことから、一旦手を染めたこの形式を手放したくなかったことが挙げられる。残された6曲の弦楽五重奏曲は、長きに渡り有名な第3番や第4番（K. 516）をはじめとして、時には23曲ある弦楽四重奏曲以上に多くのモーツァルト愛好家、また室内楽の演奏家から愛されている。

## 曲の構成
全4楽章、演奏時間は約30分。
- 第1楽章 アレグロ・モデラート
変ロ長調、2分の2拍子（アラ・ブレーヴェ）、ソナタ形式。
- 第2楽章 アダージョ
変ホ長調、4分の4拍子、ソナタ形式。
- 第3楽章 メヌエット・マ・アレグレット
変ロ長調、4分の3拍子。
- 第4楽章 アレグロ
変ロ長調、4分の3拍子、ソナタ形式。